# Conus plinthis
Conus plinthis е вид охлюв от семейство Conidae. Видът не е застрашен от изчезване.

## Разпространение и местообитание
Разпространен е в Нова Зеландия (Кермадек), Нова Каледония и Остров Норфолк.
Обитава крайбрежията на морета. Среща се на дълбочина от 210 до 550 m, при температура на водата от 8,4 до 19,4 °C и соленост 34,6 – 35,6 ‰.